# Françoise de Longwy, femme de Philippe Chabot
Françoise de Longwy, femme de Philippe Chabot ou plus simplement Françoise de Longwy est un tableau de Corneille de Lyon. Son fond est bleu foncé. Il existe deux versions, l'une est conservée au Museum of Fine Arts de Boston, elle mesure 15 cm de haut sur 12 cm de large. L'autre version est conservée au musée national du château de Versailles qui mesure 16 cm de haut et 13 cm de large.

## Analyse
Le portrait de Françoise de Longwy est certifié par deux dessins de l'amirale conservé au musée Condé de Chantilly (cat. Broglie, nos  266 et 292). Ce portrait est cité dans une correspondance entre Coulanges et Gaignières, en compagnie d'une réplique, puisque les deux personnalités en ont un.
Cette réplique est peut-être celle conservée au château de Versailles, d'une qualité similaire à l'original. Il s'en distingue par l'inscription en haut disant « MADAME LAMIRALE ».